# Gammelstadsforsen

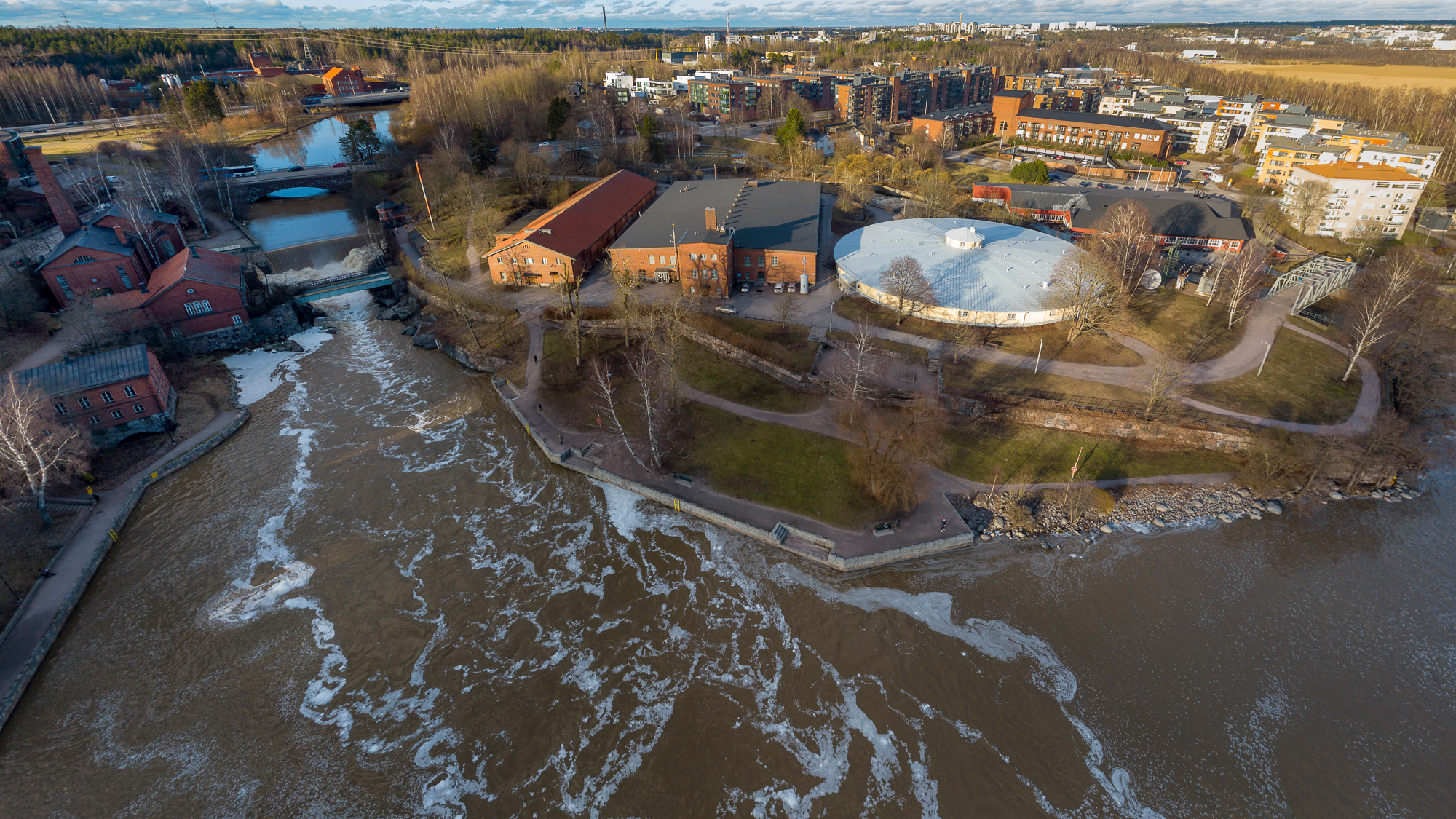
Kungsgårdsholmen omgiven av Gammelstadsforsens grenar

Gammelstadsforsen är den sista forsen i Vanda ås lopp, alldeles vid dess mynning. Ån har två grenar som omger Kungsgårdsholmen. Den ligger i stadsdelen Gammelstaden i Helsingfors

## Historia
På Kungsgårdsholmen anlades det en kungsgård under Gustav Vasas regering. Omkring forsen grundades Helsingfors 1550 för att konkurrera med Reval om Rysslandshandeln. Trots att borgare från omkringliggande städer tvingades flytta dit, utvecklades inte staden, som flyttades 1640 till Estnässkatan.  Läget för sjöfart var för dåligt.

## Museer
Vatten- och avloppsanläggningarna vid Vanda ås mynning är ansedda av Museiverket som en byggd kulturmiljö av riksintresse. De äldsta byggnaderna är från 1875. Nu finns Teknikens museum där.  Sedan 2000 används vattenkraftverket från 1876 som Vattenkraftsmuseet.  